# Język nagovisi
Język nagovisi, także: sibe (a. sibbe), sibe-nagovisi – język papuaski używany w prowincji Bougainville w Papui-Nowej Gwinei, przez grupę ludności w dystrykcie Buin. Według danych z 2011 roku posługuje się nim 6 tys. osób.
Należy do rodziny języków południowej Bougainville. Ethnologue (wyd. 22) wyróżnia dialekty: teleipi, to’mau, laagasi’, tobe’laaki’, welipe’.
Jest zagrożony wymarciem. Pozostaje językiem kontaktów domowych w większości miejscowości, lecz odnotowano zanik rodzimej kultury. W edukacji stosuje się tok pisin i angielski.
Zebrano pewne nieopublikowane dane gramatyczne nt. tego języka (1981). Bethwyn Evans prowadziła działania na rzecz stworzenia materiałów do użytku szkolnego. Jest zapisywany alfabetem łacińskim.